# Peltophryne guentheri
Peltophryne guentheri är en groddjursart som först beskrevs av Cochran 1941.  Peltophryne guentheri ingår i släktet Peltophryne och familjen paddor. IUCN kategoriserar arten globalt som sårbar. Inga underarter finns listade i Catalogue of Life.